# 佐藤マクファーレン優樹
佐藤 マクファーレン 優樹（さとう - ゆうき、1992年12月13日 - ）は、日本のプロバスケットボール選手である。身長178cm、体重78kgで、ポジションはガード。Bリーグ・B3の東京サンレーヴスに所属していた。

また、男性モデルとしても活動しており、2016年度のミスター・ワールド世界大会に、日本代表として出場した。

## 来歴
イギリス系オーストラリア人と日本人の両親の間に生まれ、日本、オーストラリア、イギリスの多重国籍を持つ。14歳までシンガポール、上海と日本国外で育ち、その後日本に移る。中学卒業後は東京工業高等専門学校に進学するが、バスケットボールに専念するため明豊高校に転校し、また在学中にbjリーグの大分ヒートデビルズの練習生となる。高校卒業後に九州東海大学に進むが、中退した。
2012年、19歳でデイトリックつくばのトライアウトを受験し、つくばのユースチームに加わったが、同年にbjリーグに参入する東京サンレーヴスからオファーを受け、同年7月28日につくばを退団、東京に入団した。
東京では2012-13シーズン、2013-14シーズンの2シーズンにわたってプレイし、1シーズン目は13試合に、2シーズン目は2試合に出場した。2013-14シーズン後、東京を退団した。
2014年5月には、チームメイトの澤地サミュエル・ジュニアと共に、ストリートボールのSOMECITYに出場した。
2014年12月、NBLのつくばロボッツと契約し、2015年1月に退団。
2016年にはミスター・ワールド日本大会に応募し、日本代表に選ばれる。7月の本戦では総合ではトップ10に入れなかったものの、スポーツ部門ではアジア系出場者として過去最高の6位に入った。

2016年8月16日に、古巣のBリーグ・B3東京サンレーヴスに所属、2017年退団。
2018年から、愛知県名古屋市を本拠地とする3人制プロバスケチーム「BLUE BEES.EXE」に所属。
2020年から、東京都港区・六本木を本拠地とする3人制プロバスケチーム「HIU ZEROCKETS.EXE🚀」に所属 。
Redbull Half Court 2021年 日本大会で優勝。Redbull Half Court 2021年 世界大会出場（イタリア・ローマストリートコート・Scalo San Lorenzo（スカロ サン ロレンツォ）開催）。
2022年『バチェロレッテ・ジャパン』シーズン2に出演。2代目バチェロレッテの尾崎美紀に選ばれ交際を開始するも、「意見や価値観のずれも生じ埋まらない溝ができてしまい」半年で破局。

## 個人成績
| シーズン | チーム | GP | GS | MPG | FG%  | 3P% | FT%  | RPG | APG | SPG | BPG | TO  | PPG |
| -------- | ------ | -- | -- | --- | ---- | --- | ---- | --- | --- | --- | --- | --- | --- |
| 2012-13  | 東京C  | 13 | 0  | 1.1 | 37.5 | 0.0 | 80.0 | 0.2 | 0.1 | 0.1 | 0.0 | 0.3 | 1.1 |
| 2013-14  | 東京C  | 2  | 0  | 2.0 | 66.7 | -   | 50.0 | 1.0 | 0.0 | 0.5 | 0.0 | 1.0 | 2.5 |
| 2014-15  | つくば | 13 | 0  | 4.8 | 38.5 | 0.0 | -    | 0.2 | 0.2 | 0.2 | 0.1 | 0.5 | 0.8 |
| 2016-17  | 東京C  |    |    |     |      |     |      |     |     |     |     |     |     |